# Pseudaphycus phenacocci
Pseudaphycus phenacocci är en stekelart som beskrevs av Yasnosh 1957. Pseudaphycus phenacocci ingår i släktet Pseudaphycus och familjen sköldlussteklar.
Artens utbredningsområde är:
- Armenien.
- Azerbajdzjan.

Inga underarter finns listade i Catalogue of Life.